# Ваут, Кэролайн
Кэролайн Ваут (Caroline Vout; род. 1972, Дарем) — британский историк, антиковед и историк искусства, культуролог, занимается в особенности периодом Римской империи и его восприятием. Доктор философии и профессор Кембриджа. С 2019 г. также занимает кафедру классической археологии / истории искусств в Лейденском университете. Член Лондонского общества древностей (2010). Отмечена Philip Leverhulme Prize (2008).
С января 2021 г. директор Museum of Classical Archaeology, Cambridge.
Училась в Ньюнэм-колледже, куда возвратилась за степенью доктора философии после получения степени магистра в Институте Курто в Лондоне. Преподавала в Лондонском, Бристольском и Ноттингемском университетах, с 2006 года лектор Кембриджа и фелло Колледжа Христа. Ныне профессор Кембриджа. С 2019 г. также занимает кафедру классической археологии / истории искусств в Лейденском университете. С января 2021 г. директор Museum of Classical Archaeology, Cambridge.
Редактор журнала Omnibus, член консультативного совета Sculpture Journal.
Публиковалась в Journal of Roman Studies, Arion, Ramus, Art History, Journal of the History of Collections, Proceedings of the Cambridge Philological Society.
Автор шести книг. Автор монографий:
- Power and Eroticism in Imperial Rome, Cambridge University Press, 2007.
- The Hills of Rome: Signature of an Eternal City, Cambridge University Press, 2012.
- Sex on Show: Seeing the Erotic in Greece and Rome, London and Berkeley, 2013.
- Classical Art: a Life History from Antiquity to the Present, Princeton, 2018[3].